# Ньодинге-Нол
Ньодинге-Нол (на шведски: Nödinge-Nol) е град в югозападната част на Швеция, лен Вестра Йоталанд. Главен административен център на община Але. Разположен е на десния бряг на река Йота елв. Образуван е от сливането на град Ньодинге със селата Нол и Алафорш. От север на юг по течението на реката първо е Алафорш, след това Нол и последен е Ньодинге. Намира се на около 400 km на югозапад от столицата Стокхолм и на около 20 km на североизток от центъра на лена Гьотеборг. Има жп гара. Населението на града е 9822 жители според данни от преброяването през 2010 г.